# Onthophagus naaroon
Onthophagus naaroon är en skalbaggsart som beskrevs av Masumoto 1990. Onthophagus naaroon ingår i släktet Onthophagus och familjen bladhorningar. Inga underarter finns listade i Catalogue of Life.